# Narke
Narke – rodzaj ryb chrzęstnoszkieletowych z rodziny Narkidae.

## Rozmieszczenie geograficzne
Do rodzaju należą gatunki występujące w wodach północno-zachodniego Indo-Pacyfiku i południowo-wschodniego Oceanu Indyjskiego.

## Morfologia
Długość ciała do 40 cm.

## Systematyka
Rodzaj zdefiniował w 1826 roku niemiecki paleontolog i przyrodnik Johann Jakob Kaup w artykule poświęconym zagadnieniom herpetologicznym i ichtiologicznym opublikowanym w czasopiśmie Isis von Oken. Gatunkiem typowym jest (oznaczenie monotypowe) N. capensis.

### Etymologia
- Narke: gr. ναρκη narkē ‘każda elektryczna ryba, która powoduje uczucie drętwienia przy dotknięciu’[7].
- Astrape: gr. αστραπη astrapē ‘światło, blask’, od στεροπη steropē ‘błyskawica, blask’[8]. Gatunek typowy (późniejsze oznaczenie): Raja capensis Gmelin, 1789.[9].
- Bengalichthys: Bengal, Indie; gr. ιχθυς ikhthus ‘ryba’[10]. Gatunek typowy (oznaczenie monotypowe): Bengalichthys impennis Annandale, 1909 (= Raja dipterygia Bloch & Schneider, 1801).
- Crassinarke: łac. crassus ‘gruby, ciężki’[11]; rodzaj Narke Kaup, 1826. Gatunek typowy (oryginalne oznaczenie): Crassinarke dormitor Takagi, 1951 (= Torpedo (Astrape) japonica Temminck & Schlegel, 1850).

### Podział systematyczny
Do rodzaju należą następujące gatunki:
- Narke capensis (Gmelin, 1789)
- Narke dipterygia (Bloch & Schneider, 1801)
- Narke japonica (Temminck & Schlegel, 1850)